# Рогівська сільська рада (Новопсковський район)
Рогівська сільська рада — колишній орган місцевого самоврядування у Новопсковському районі Луганської області з адміністративним центром у с. Рогове.

## Загальні відомості
Історична дата утворення: в 1994 році. Водоймища на території, підпорядкованій даній раді: річка Айдар.

## Населені пункти
Сільській раді підпорядковані населені пункти:
- с. Рогове

## Склад ради
Рада складається з 12 депутатів та голови.